# Gilberto di Clare, VII conte di Gloucester
Gilberto de Clare, VI conte di Hertford, VII conte di Gloucester, III signore di Glamorgan e IX signore di Clare (Christchurch, 2 settembre 1243 – Monmouth, 7 dicembre 1295), è stato un nobile e condottiero inglese.

## Biografia

### Infanzia e ascesa
Gilberto de Clare nacque nel Dorset nel settembre del 1243 da Matilde de Lacy e Riccardo di Clare, VI conte di Gloucester. A diciannove anni suo padre, Riccardo di Clare morì ed egli ereditò i contadi di Gloucester ed Hertford con i relativi titoli. Durante la minore età era stato nella guardia di Humphrey de Bohun, II conte di Hereford, uomo di fiducia del re Enrico III d'Inghilterra.

### Primo matrimonio
Gilberto si sposò una prima volta nel 1253 con Alice di Lusignano, nipote di Enrico III, ma il matrimonio venne annullato nel 1285.

### Carriera militare
Nell'aprile 1264 perse il favore reale partecipando al massacro degli ebrei perpetrato a Canterbury sull'onda di quello avvenuto a Leicester per mano di Simone V di Montfort. I castelli di Kingston e di Tonbridge vennero confiscati dalla corona e sia Gilberto de Clare sia Simone di Montfort vennero accusati di tradimento il 12 maggio. L'episodio derivava inoltre dal crescente risentimento che animava i baroni contro il sovrano, il quale si rifiutava di onorare le disposizioni di Oxford.
Il 14 maggio ebbe luogo la cosiddetta battaglia di Lewes, nel Sussex, i baroni attaccarono il castello dove erano asserragliati Enrico III insieme a suo figlio Edoardo ed al fratello Riccardo di Cornovaglia. All'inizio parve che i realisti, numerosissimi, avessero la meglio, ma un errore di valutazione di Riccardo invertì le sorti della battaglia e tutti e tre i membri della famiglia reale vennero catturati.
Simone di Montfort si alleò con Llywelyn Ein Llyw Olaf ap Gruffydd, principe di Galles, e lo abbandorano molti dei baroni, compreso Gilberto de Clare, che ottenne il perdono del re. In seguito fu parte attiva negli eventi che portarono alla sconfitta e morte dell'antico alleato: distrusse un ponte per impedirgli la fuga e fu il 4 agosto 1265 al comando di un contingente nella battaglia di Evesham, per le conseguenze della quale Simone di Montofort morì nella stessa giornata.
Come ricompensa per il proprio aiuto ebbe in dono i castelli di Abergavenny e di Brecon. Nel 1268 entrò in una disputa con Llywelyn Ein Llyw Olaf ap Gruffydd e dovette restare nelle sue terre per difenderle dalle incursioni del re gallese, disertando la convocazione del Parlamento indetta da Enrico III d'Inghilterra.

### Secondo matrimonio
In seguito all'annullamento del primo matrimonio Gilberto si risposò il 30 aprile 1290 con  Giovanna Plantageneta, figlia di Edoardo I d'Inghilterra: l'intenzione del re era quella di avvincere più strettamente alla corona le grandi proprietà dei de Clare, tanto che l'accordo matrimoniale prevedeva che, in caso di morte senza figli del conte, le sue proprietà sarebbero andate alla moglie ed alla sua eventuale prole derivante da altri matrimoni. 

### Ultimi anni e morte
Quando il sovrano morì nel novembre del 1272 Gilberto fu uno dei primi a scrivere al suo successore, Edoardo I d'Inghilterra, che era in Sicilia di ritorno dalla crociata, per giurargli fedeltà. Il nuovo re lo nominò fra i "guardiani d'Inghilterra", incaricati di mantenere l'ordine del paese in sua assenza.
Nel 1282 quando il re invase il Galles, de Clare insistette per avere il comando delle truppe dirette a sud, la sua strategia fu fallimentare e dopo aver incassato due pesanti sconfitte venne esautorato e sostituito da William de Valence, I conte di Pembroke.
Nel 1291 Gilberto si scontrò con il nipote e successore di Humphrey de Bohun, II conte di Hereford, suo omonimo, che lo accusava di aver costruito un castello sulle sue terre. Per sedare la guerra privata che si era scatenata, il re li imprigionò brevemente e confiscò loro per breve tempo tutte le proprietà.
Gilberto di Clare morì il 7 dicembre 1295 a Monmouth e fu sepolto a Tewksbury accanto al padre ed al nonno.

## Discendenza
Gilberto e Alice di Lusignano ebbero due figlie:
- Isabella di Clare (10 marzo 1262 - 1333), si sposò con Guy de Beauchamp, X conte di Warwick, in seguito all'annullamento si sposò nuovamente
- Giovanna de Clare (1264 - dopo il 1302)

Dalla seconda moglie ebbe quattro figli:
- Gilberto de Clare, VIII conte di Gloucester (circa 10 maggio 1291 - 24 giugno 1314, morì alla Battaglia di Bannockburn.
- Eleonora di Clare (3 ottobre 1292 - 30 giugno 1337), sposò Ugo Despenser il giovane
- Margaret de Clare, contessa di Gloucester (ottobre 1293 - 1342), sposò Pietro Gaveston
- Elisabetta de Clare (16 settembre 1295 - 4 novembre 1360)

## Ascendenza
|                                                                    |                                                                 |                                                                | Genitori                                |  |  | Nonni |  |  | Bisnonni                                 |  |  | Trisnonni                              |  |
|                                                                    |                                                                 |                                                                |                                         |  |  |       |  |  | Riccardo di Clare, III conte di Hertford |  |  | Ruggero di Clare, II conte di Hertford |  |
|                                                                    |                                                                 |                                                                |                                         |  |  |       |  |  | Riccardo di Clare, III conte di Hertford |  |  | Ruggero di Clare, II conte di Hertford |  |
|                                                                    |                                                                 | Matilda di Saint-Hilaire                                       |                                         |  |  |       |  |  | Riccardo di Clare, III conte di Hertford |  |  |                                        |  |
| Gilberto di Clare, V conte di Gloucester e IV conte di Hertford    |                                                                 |                                                                |                                         |  |  |       |  |  | Riccardo di Clare, III conte di Hertford |  |  |                                        |  |
|                                                                    |                                                                 | Amice di Gloucester                                            | Guglielmo, II conte di Gloucester       |  |  |       |  |  |                                          |  |  |                                        |  |
|                                                                    |                                                                 | Amice di Gloucester                                            | Guglielmo, II conte di Gloucester       |  |  |       |  |  |                                          |  |  |                                        |  |
|                                                                    |                                                                 | Amice di Gloucester                                            | Havisa di Beaumont                      |  |  |       |  |  |                                          |  |  |                                        |  |
| Riccardo di Clare, VI conte di Gloucester e V conte di Hertford    |                                                                 | Amice di Gloucester                                            |                                         |  |  |       |  |  |                                          |  |  |                                        |  |
|                                                                    |                                                                 | Guglielmo, I conte di Pembroke                                 | Giovanni FitzGilbert                    |  |  |       |  |  |                                          |  |  |                                        |  |
|                                                                    |                                                                 | Guglielmo, I conte di Pembroke                                 | Giovanni FitzGilbert                    |  |  |       |  |  |                                          |  |  |                                        |  |
|                                                                    |                                                                 | Guglielmo, I conte di Pembroke                                 | Sibilla di Salisbury                    |  |  |       |  |  |                                          |  |  |                                        |  |
| Isabella di Pembroke                                               |                                                                 | Guglielmo, I conte di Pembroke                                 |                                         |  |  |       |  |  |                                          |  |  |                                        |  |
|                                                                    |                                                                 | Isabella di Clare, IV contessa di Pembroke                     | Riccardo di Clare, II conte di Pembroke |  |  |       |  |  |                                          |  |  |                                        |  |
|                                                                    |                                                                 | Isabella di Clare, IV contessa di Pembroke                     | Riccardo di Clare, II conte di Pembroke |  |  |       |  |  |                                          |  |  |                                        |  |
|                                                                    |                                                                 | Isabella di Clare, IV contessa di Pembroke                     | Eva MacMurrough                         |  |  |       |  |  |                                          |  |  |                                        |  |
| Gilberto di Clare, VII conte di Gloucester e VI conte di Hertford  |                                                                 | Isabella di Clare, IV contessa di Pembroke                     |                                         |  |  |       |  |  |                                          |  |  |                                        |  |
|                                                                    | Ruggero de Lacy, VI barone di Pontefract e VII barone di Halton | Giovanni de Lacy, V barone di Pontefract e VI barone di Halton |                                         |  |  |       |  |  |                                          |  |  |                                        |  |
|                                                                    | Ruggero de Lacy, VI barone di Pontefract e VII barone di Halton | Giovanni de Lacy, V barone di Pontefract e VI barone di Halton |                                         |  |  |       |  |  |                                          |  |  |                                        |  |
|                                                                    | Ruggero de Lacy, VI barone di Pontefract e VII barone di Halton | Alice di Essex                                                 |                                         |  |  |       |  |  |                                          |  |  |                                        |  |
| Giovanni de Lacy, VII barone di Pontefract e VIII barone di Halton | Ruggero de Lacy, VI barone di Pontefract e VII barone di Halton |                                                                |                                         |  |  |       |  |  |                                          |  |  |                                        |  |
|                                                                    |                                                                 | Matilde di Clare                                               | Ruggero di Clare, II conte di Hertford  |  |  |       |  |  |                                          |  |  |                                        |  |
|                                                                    |                                                                 | Matilde di Clare                                               | Ruggero di Clare, II conte di Hertford  |  |  |       |  |  |                                          |  |  |                                        |  |
|                                                                    |                                                                 | Matilde di Clare                                               | Matilda di Saint-Hilaire                |  |  |       |  |  |                                          |  |  |                                        |  |
| Matilde de Lacy                                                    |                                                                 | Matilde di Clare                                               |                                         |  |  |       |  |  |                                          |  |  |                                        |  |
|                                                                    |                                                                 | Roberto di Quincy                                              | Saer de Quincy, I conte di Winchester   |  |  |       |  |  |                                          |  |  |                                        |  |
|                                                                    |                                                                 | Roberto di Quincy                                              | Saer de Quincy, I conte di Winchester   |  |  |       |  |  |                                          |  |  |                                        |  |
|                                                                    |                                                                 | Roberto di Quincy                                              | Margherita di Beaumont                  |  |  |       |  |  |                                          |  |  |                                        |  |
| Margherita di Quincy, II contessa di Lincoln                       |                                                                 | Roberto di Quincy                                              |                                         |  |  |       |  |  |                                          |  |  |                                        |  |
|                                                                    |                                                                 | Hawise di Chester, I contessa di Lincoln                       | Ugo di Kevelioc, V conte di Chester     |  |  |       |  |  |                                          |  |  |                                        |  |
|                                                                    |                                                                 | Hawise di Chester, I contessa di Lincoln                       | Ugo di Kevelioc, V conte di Chester     |  |  |       |  |  |                                          |  |  |                                        |  |
|                                                                    |                                                                 | Hawise di Chester, I contessa di Lincoln                       | Bertrada di Montfort                    |  |  |       |  |  |                                          |  |  |                                        |  |
|                                                                    |                                                                 | Hawise di Chester, I contessa di Lincoln                       |                                         |  |  |       |  |  |                                          |  |  |                                        |  |